# ميج دونيلي
ميج دونيلي (بالإنجليزية: Meg Donnelly)‏ ، هي ممثلة ومغنية أمريكية . من مواليد عام 2000 في نيويورك . وقامت بالتمثيل في عدة أفلام ومسلسلات أمريكية .

## النشأة
بدأت ميج دونيلي التدريب في مجال الغناء والرقص والعمل في مدرسة آني للفنون المسرحية في نيوجيرسي في سن السادسة. وقد ظهرت كمطربة مميزة في العديد من برامج الأطفال .

## الحياة المهنية
شاركت ميج دونيلي في عام 2013 في سلسلة فريق تون وفي برامج أخرى ، ثم ظهرت في فيلم روائي ( The Broken Ones )الذي عرض لأول مرة في مهرجان سوهو السينمائي الدولي لعام 2017 .
وقد لعبت دونيلي دور البطولة في المسلسل التلفزيوني ( American Housewife ) منذ عام 2016 . كما شاركت بدور البطولة في فيلم Zombies 2018 الذي عرض لأول مرة في 16 فبراير 2018 .

## الأعمال والأدوار
- قائمة الأعمال

| Year         | Title                         | Role          | Notes                                 |
| ------------ | ----------------------------- | ------------- | ------------------------------------- |
| 2013         | Celebrity Ghost Stories       | Young Jacklyn | 1 episode                             |
| 2013         | كوكي جار تي في                | Ash           | Main role                             |
| 2015         | Future Shock                  | Annie         | Unsold television pilot (Nickelodeon) |
| 2015–2016    | Primetime: What Would You Do? | [various]     | 3 episodes                            |
| 2017         | The Broken Ones               | Lilly Kelly   | Film                                  |
| 2016–present | ربة منزل أمريكية              | Taylor Otto   | Main role                             |
| 2018         | Zombies                       | Addison       | Disney Channel Original Movie         |

## وصلات خارجية
- ميج دونيلي على موقع IMDb (الإنجليزية)
- ميج دونيلي على موقع روتن توميتوز (الإنجليزية)
- ميج دونيلي على موقع ميوزك برينز (الإنجليزية)
- ميج دونيلي على موقع قاعدة بيانات الفيلم (الإنجليزية)
- ABC. Retrieved January
- InStyle. Retrieved January
- megdonnelly.com